# Renosa
Renosa (acrônimo de Refrigerantes do Noroeste Participações S.A.) é uma empresa subsidiária fabricante e comerciante  para os estados de Mato Grosso e parte de Goiás de refrigerantes, sucos, energéticos e produtos lácteos da The Coca-Cola Company e também proprietária da Companhia Maranhense de Refrigerantes e da Companhia de Bebidas e Alimentos do São Francisco sediadas nos estados de Maranhão e Alagoas. Fundada em 1977 por Luiz Carlos Lomba de Mello com a aquisição de uma planta industrial fabricante dos produtos Coca-Cola em Várzea Grande a empresa juntou as suas operações com a Norsa e a Refrescos Guararapes e desde 23 de abril de 2013 integra a Solar.

## História
A Renosa foi fundada em 1977 pelo empresario Luiz Carlos Lomba de Mello com o arrendamento da industria em Várzea Grande, que teve a sua operação iniciada em 1976, junto com as industrias de Uberlândia em Minas Gerais e de Maceió no Alagoas.
Em 1981 inicia a operação da segunda unidade do grupo no estado em Barra do Garças.
Em 1991 é iniciada a terceira industria da Renosa em Mato Grosso, em Sinop, norte de Mato Grosso.
Em 1992 é inaugura a sua segunda linha de sopro em  Várzea Grande.
No ano de 1997, a Renosa constroi a sua nova unidade na Rodovia Mario Andreazza em Várzea Grande na Região Metropolitana de Cuiabá, numa área de 120 mil metros quadrados por 21 mil metros quadrados de área construida.
Em 2003 a Renosa implementa o programa de Valorização do Jovem.
Em 2006 o Grupo Adquire a Companhia Maranhense de Refrigerantes fabricante da The Coca-Cola Company, para o Maranhão e norte do Tocantins e também proprietária do Guaraná Jesus.
Em 2007 o Grupo compra a Sorocaba Refrescos S/A com sede em Sorocaba  estado de São Paulo que atua em Sorocaba e região.
Em 2009, o Grupo inicia o processo de ampliação e modernização da industria de Várzea Grande, com investimentos de R$ 60 milhões de reais foram beneficiado o processo de engarrafamento, incremento de 25 % na capacidade de produção que antes era de aproximadamente 300 milhões de litros ao ano.
Em 2010 a Renosa inicia a comercialização da Matte Leão em Mato Grosso.
Em 2011 o Grupo adquire a Companhia de Bebidas e Alimentos do São Francisco com sede em Maceió que atua em Alagoas, Sergipe e norte da Bahia, também produz a Água Mineral Crystal Nordeste.
Em 2012 a Renosa desinveste sua participação de 40% na Sorocaba Refrescos S/A ao assinar contrato de compra e venda com a Rio de Janeiro Refrescos Ltda, filial da Embotelladora Andina S/A por querer concentrar a sua atuação nas regiões  centro oeste e nordeste.

## Produtos

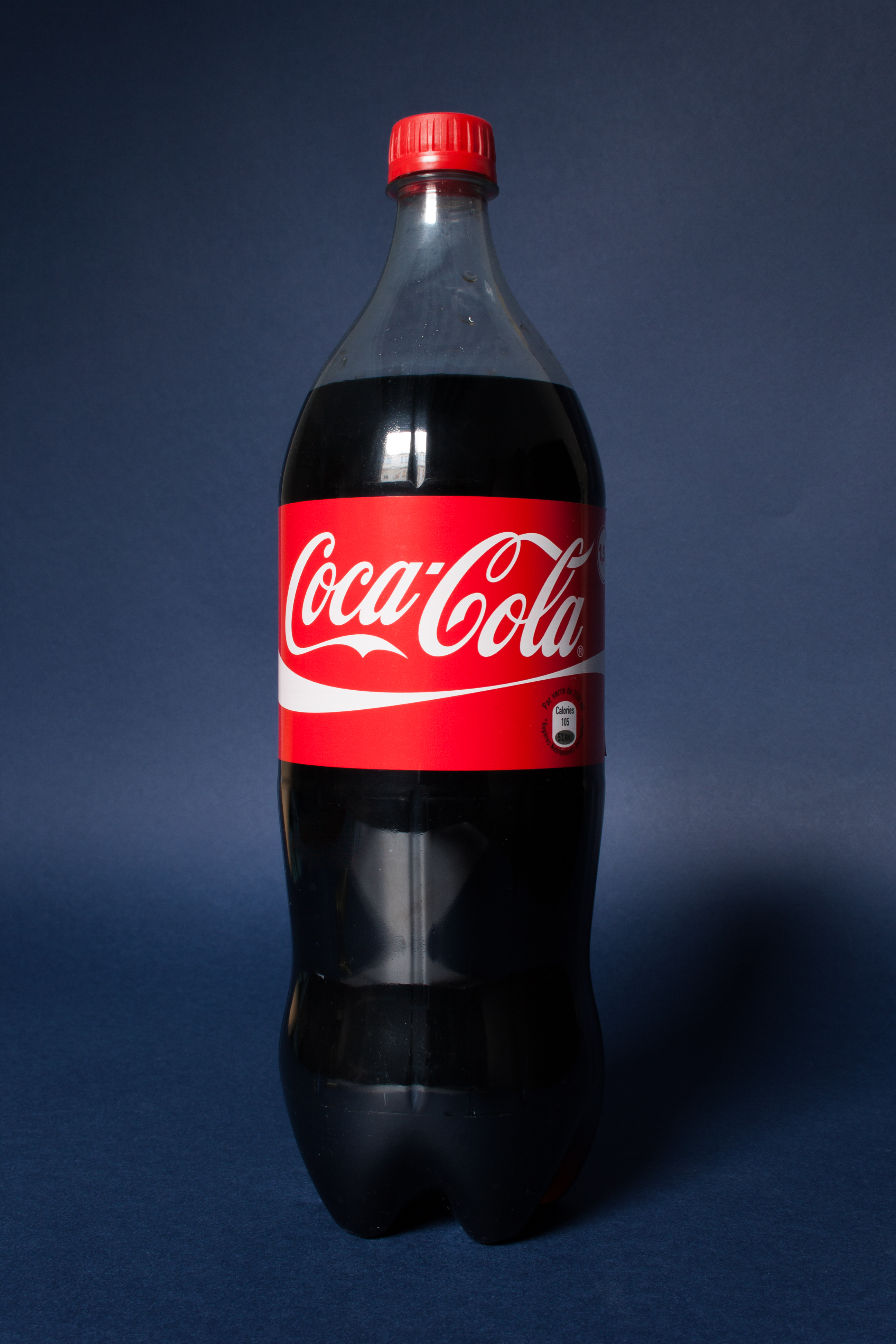
Garrafa do refrigerante Coca-Cola, principal produto produzido e distribuido pela empresa

Como subsidiária da Solar Br a empresa produz refrigerantes e distribui chás, Bebidas energéticas, isotônicos, Sucos e Produtos lácteos da empresa The Coca-Cola Company para os estados de Mato Grosso e parte de Goiás, a sua produção é também ramificada nos estados de Maranhão e Alagoas através da Companhia Maranhense de Refrigerantes e da Companhia de Bebidas e Alimentos do São Francisco.
A Coca Cola foi o primeiro produto da Renosa, então Refrigerantes do Noroeste lançado em Mato Grosso em 1977, depois a empresa passou a distribuir o Matte Leão em 2010.
Atualmente a empresa detêm 56% do mercado de refrigerantes entre os seus principais produtos destaca os refrigerantes Coca Cola.
Em 2006 a compra a “Companhia Maranhense de Refrigerantes”, seguindo a comercialização do Guaraná Jesus somente no estado do Maranhão.

## Mercado

### Presença regional

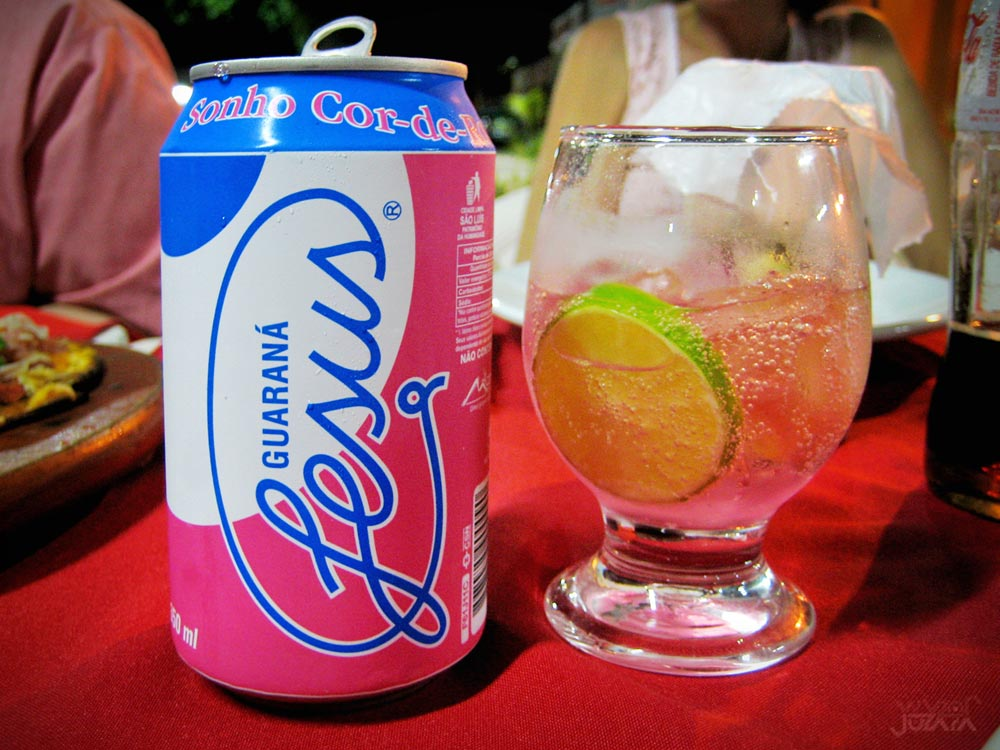
Guaraná Jesus: Refrigerante de guaraná distribuído pela empresa no estado do Maranhão

Instalada em uma área de 120 mil metros quadrados e 21 mil metros quadrados de área construída, sua planta indústrial localizada na Rodovia Mario Andreazza em Várzea Grande  na Região Metropolitana de Cuiabá, produz e distribui os  produtos da The Coca-Cola Company para os estados de Mato Grosso e 17 cidades de Goias. Inaugurada em 1997, no ano de 2009 a planta recebeu investimentos de R$ 110 milhões de reais sendo R$ 60 milhões na ampliação de sua capacidade produtiva.

### Presença nacional
No Brasil é proprietária da Companhia Maranhense de Refrigerantes, que também é proprietária do Guaraná Jesus e da Companhia de Bebidas e Alimentos do São Francisco com atuação em Alagoas, Sergipe e norte da Bahia, em 2013 o grupo realizou uma fusão com a Norsa Refrescos da Família Jereissati e a Refrescos Guararapes com a aprovação do Cade em janeiro.

## Patrocínios
A Renosa é um dos patrocinadores do Cuiabá Esporte Clube com a marca Coca Cola, patrocina o nadador mato-grossense Felipe Lima o associando a marca Powerade.